# Jessika Hoffmeister
Jessika Hoffmeister (* 25. června 1988) je česká designérka, sochařka a šperkařka.

## Život
Po absolvování Vyšší odborné školy grafické v Praze studovala filosofii a religionistiku na FF UK (2008–2009), obor kov a šperk na Ústavu umění a designu Západočeské univerzity v Plzni (2010–2011, prof. Vratislav Karel Novák) a v ateliéru K.O.V. na Vysoké škole uměleckoprůmyslové v Praze (doc. Eva Eisler). Roku 2013 absolvovala zahraniční stáž na Bezalel Academy of Art and Design v Jeruzalémě (prof. Itai Chen).
Je aktivní v řadě občanských iniciativ a jako členka soutěžních porot. Jako předsedkyně Petřínské iniciativy se zasazuje za zachování genia loci zahrady pod Petřínem a proti záměru vybudovat zde zbytečnou a naddimenzovanou novostavbu veřejných záchodků spojenou s novou turistickou trasou přes cennou historickou část zahrad.

## Dílo
Její bakalářskou prací byla série pískovcových soch kombinovaných s postříbřeným měděným plechem (Studánky, 2014). Soubor komorních sošek z bílého mramoru a tmavého dioritu (Milestones, 2017) rozmístila na šachovnici jako partii šachu a alegorii bitev probíhajících podle stále stejných pravidel. Její volná tvorba zahrnuje také konceptuální objekty, které reflektují vzdálené vzpomínky z dětství a potřebu člověka vytvářet bezpečná útočiště. Tvar dutého objektu připomíná zčásti skořápku vejce a zčásti žebra chránící nejcennější orgán těla. Povrch tvoří přibližně osm tisíc bělostných per (Hiding places, 2017).
Zabývá se autorským stříbrným a zlatým šperkem, který zčásti vychází z přírodních předloh (Seeds, 2017, Mushrooms, 2017, Bzz, 2018) a zčásti je inspirován volnou fantazií a skládá jednoduché geometrické a organické prvky do složitých prostorových kompozic (Clusters, 2017).

### Výstavy (výběr)
- 2015 Schmuck 2015 + Ateliér K.O.V., Praha
- 2016 Designblok / Prague Design, Praha
- 2016 Art Prague
- 2017 Galerie Millennium, Praha
- 2017 Junge Kunst aus der Tschechischen Republik. Bremen, Gremany
- 2017 Art Prague
- 2018 Designblok, Praha[5]
- 2021 Hmyz, Galerie Millennium, Praha